# Powiat Wieluński
Der Powiat Wieluński ist ein Powiat (Kreis) in der polnischen Woiwodschaft Łódź. Der Powiat hat eine Fläche von 927,7 km², auf der 78.000 Einwohner leben.

## Gemeinden
Der Powiat umfasst zehn Gemeinden, davon zwei Stadt-und-Land-Gemeinden und acht Landgemeinden.

### Stadt-und-Land-Gemeinde
- Osjaków
- Wieluń

### Landgemeinden
- Biała
- Czarnożyły
- Konopnica
- Mokrsko
- Ostrówek
- Pątnów
- Skomlin
- Wierzchlas